# Campeonato da Europa de Atletismo de 2018 - 100 m masculino

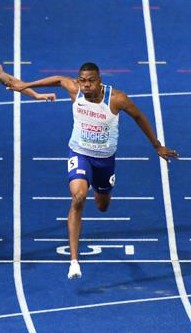
Zharnel Hughes no Campeonato Europeu de Atletismo de 2018.

A prova dos 100 metros masculino do Campeonato da Europa de Atletismo de 2018 foi disputada entre os dias 6 e 7 de agosto de 2018 no Estádio Olímpico de Berlim, em Berlim,  na Alemanha.  Os nove melhores atletas que obtiveram o melhor ranking europeu antes do evento entraram diretamente nas semifinais, sendo: Zharnel Hughes , Jimmy Vicaut, Philip Tortu, Jak Ali Harvey, Reece Prescod, Chijindu Ujah, Emre Zafer Barnes, Lamont Marcell Jacobs e Amaury Golitin. 

## Recordes
Antes desta competição, os recordes mundiais e do campeonato nesta prova eram os seguintes:
|                       | Nome             | Nacionalidade | Tempo | Local      | Data                 |
| --------------------- | ---------------- | ------------- | ----- | ---------- | -------------------- |
| Recorde mundial       | Usain Bolt       | Jamaica       | 9s 58 | Berlim     | 16 de agosto de 2009 |
| Recorde do campeonato | Francis Obikwelu | Portugal      | 9s 99 | Gotemburgo | 8 de agosto de 2006  |
| Recorde europeu       | Francis Obikwelu | Portugal      | 9s 86 | Atenas     | 22 de agosto de 2004 |

Os seguintes recordes foram estabelecidos durante esta competição: 
| Data        | Evento    | Atleta         | Nacionalidade | Tempo | Notas                 |
| ----------- | --------- | -------------- | ------------- | ----- | --------------------- |
| 7 de agosto | Semifinal | Jimmy Vicaut   | França        | 9s 97 | Recorde do campeonato |
| 7 de agosto | Final     | Zharnel Hughes | Reino Unido   | 9s 95 | Recorde do campeonato |

## Medalhistas
| Ouro                 | Prata               | Bronze               |
| Zharnel Hughes (GBR) | Reece Prescod (GBR) | Jak Ali Harvey (TUR) |

## Cronograma
Todos os horários são locais (UTC+2).
| Data        | Hora  | Evento    |
| ----------- | ----- | --------- |
| 6 de agosto | 18:30 | Bateria   |
| 7 de agosto | 21:30 | Semifinal |
| 7 de agosto | 23:50 | Final     |

## Resultados

### Bateria
Qualificação: 2 atletas de cada bateria  (Q) mais os 5 melhores qualificados (q). 
Vento: 
Bateria 1: -0,2 m / s, Bateria 2: 0,1 m / s, Bateria 3: 0,2 m / s, Bateria 4: -0,3 m / s, Bateria 4: 0,4 m / s
| Posição | Bateria | Raia | Atleta                 | Nacionalidade | Tempo | Notas |
| ------- | ------- | ---- | ---------------------- | ------------- | ----- | ----- |
| 1       | 1       | 2    | Churandy Martina       | Países Baixos | 10.24 | Q     |
| 2       | 5       | 4    | Silvan Wicki           | Suíça         | 10.28 | Q     |
| 3       | 3       | 1    | Alex Wilson            | Suíça         | 10.32 | Q     |
| 4       | 1       | 8    | Ján Volko              | Eslováquia    | 10.32 | Q     |
| 5       | 2       | 5    | Yazaldes Nascimento    | Portugal      | 10.33 | Q     |
| 6       | 5       | 8    | Carlos Nascimento      | Portugal      | 10.33 | Q     |
| 7       | 5       | 6    | Hensley Paulina        | Países Baixos | 10.34 | q     |
| 8       | 3       | 3    | Christopher Garia      | Países Baixos | 10.35 | Q     |
| 9       | 4       | 7    | Jonathan Quarcoo       | Noruega       | 10.37 | Q     |
| 10      | 1       | 6    | Dominik Kopeć          | Polónia       | 10.37 | q     |
| 11      | 2       | 6    | Julian Reus            | Alemanha      | 10.37 | Q     |
| 12      | 3       | 4    | José Lopes             | Portugal      | 10.38 | q     |
| 13      | 5       | 7    | Federico Cattaneo      | Itália        | 10.39 | q     |
| 14      | 3       | 8    | Zdeněk Stromšík        | Chéquia       | 10.39 | q     |
| 15      | 5       | 2    | Yiğitcan Hekimoğlu     | Turquia       | 10.40 |       |
| 16      | 3       | 6    | Kevin Kranz            | Alemanha      | 10.41 |       |
| 17      | 4       | 4    | Lucas Jakubczyk        | Alemanha      | 10.41 | Q     |
| 18      | 5       | 5    | Oleksandr Sokolov      | Ucrânia       | 10.43 |       |
| 19      | 2       | 8    | Ioánnis Nifadópoulos   | Grécia        | 10.44 |       |
| 19      | 3       | 7    | Remigiusz Olszewski    | Polónia       | 10.44 |       |
| 21      | 1       | 4    | Denis Dimitrov         | Bulgária      | 10.45 |       |
| 22      | 4       | 6    | Marvin Rene            | França        | 10.47 |       |
| 23      | 4       | 8    | Dennis Leal            | Suécia        | 10.51 |       |
| 24      | 2       | 1    | Aitor Same Ekobo       | Espanha       | 10.51 |       |
| 25      | 2       | 7    | Jan Veleba             | Chéquia       | 10.52 |       |
| 26      | 4       | 5    | Joris van Gool         | Países Baixos | 10.52 |       |
| 27      | 3       | 2    | Šimon Bujna            | Eslováquia    | 10.53 |       |
| 28      | 2       | 2    | Przemysław Słowikowski | Polónia       | 10.54 |       |
| 29      | 4       | 1    | Patrick Chinedu Ike    | Espanha       | 10.54 |       |
| 30      | 1       | 7    | Ángel David Rodríguez  | Espanha       | 10.55 |       |
| 31      | 4       | 3    | Dominik Záleský        | Chéquia       | 10.55 |       |
| 32      | 4       | 2    | Ionuț Andrei Neagoe    | Roménia       | 10.56 |       |
| 33      | 2       | 3    | Florian Clivaz         | Suíça         | 10.57 |       |
| 34      | 1       | 1    | Markus Fuchs           | Áustria       | 10.57 |       |
| 35      | 2       | 4    | Henrik Larsson         | Suécia        | 10.62 |       |
| 36      | 5       | 3    | Dániel Szabó           | Hungria       | 10.64 |       |
| 37      | 1       | 5    | Erik Hagberg           | Suécia        | 10.69 |       |
| 38      | 3       | 5    | Petar Peev             | Bulgária      | 10.75 |       |
| 39      | 1       | 3    | Ioan Andrei Melnicescu | Roménia       | 10.88 |       |

### Semifinal
Qualificação: 2 atletas de cada bateria  (Q) mais os  2 melhores qualificados (q). 
Vento:
Bateria 1: 0,4 m / s, Bateria 2: 0,6 m / s, Bateria 3: -0,2 m / s
| Posição | Bateria | Raia | Atleta                 | Nacionalidade | Tempo | Notas                |
| ------- | ------- | ---- | ---------------------- | ------------- | ----- | -------------------- |
| 1       | 1       | 4    | Jimmy Vicaut*          | França        | 9.97  | Q,                   |
| 2       | 2       | 5    | Zharnel Hughes*        | Grã-Bretanha  | 10.01 | Q                    |
| 3       | 2       | 3    | Jak Ali Harvey*        | Turquia       | 10.09 | Q                    |
| 4       | 1       | 6    | Reece Prescod*         | Grã-Bretanha  | 10.10 | Q                    |
| 5       | 3       | 4    | Filippo Tortu*         | Itália        | 10.12 | Q                    |
| 6       | 3       | 5    | Chijindu Ujah*         | Grã-Bretanha  | 10.14 | Q                    |
| 7       | 1       | 8    | Churandy Martina       | Países Baixos | 10.18 | q,                   |
| 8       | 1       | 5    | Emre Zafer Barnes*     | Turquia       | 10.21 | q                    |
| 9       | 2       | 2    | Yazaldes Nascimento    | Portugal      | 10.22 | Recorde da temporada |
| 10      | 3       | 3    | Alex Wilson            | Suíça         | 10.22 | Recorde da temporada |
| 11      | 2       | 4    | Lamont Marcell Jacobs* | Itália        | 10.28 |                      |
| 12      | 1       | 1    | Dominik Kopeć          | Polónia       | 10.29 |                      |
| 13      | 2       | 6    | Ján Volko              | Eslováquia    | 10.31 |                      |
| 14      | 1       | 3    | Carlos Nascimento      | Portugal      | 10.31 |                      |
| 15      | 3       | 1    | Christopher Garia      | Países Baixos | 10.31 |                      |
| 16      | 2       | 8    | Lucas Jakubczyk        | Alemanha      | 10.32 |                      |
| 17      | 2       | 7    | Zdeněk Stromšík        | Chéquia       | 10.37 |                      |
| 18      | 3       | 7    | Julian Reus            | Alemanha      | 10.37 |                      |
| 19      | 2       | 1    | Hensley Paulina        | Países Baixos | 10.38 |                      |
| 20      | 1       | 2    | Federico Cattaneo      | Itália        | 10.39 |                      |
| 21      | 3       | 2    | José Lopes             | Portugal      | 10.40 |                      |
| 22      | 3       | 8    | Jonathan Quarcoo       | Noruega       | 10.45 |                      |
| 23      | 1       | 7    | Silvan Wicki           | Suíça         | 10.49 |                      |
| 24      | 3       | 6    | Amaury Golitin*        | França        | 10.55 |                      |

* Atletas que entraram diretamente na semifinal. 

### Final
Vento: 0,0 m / s 
| Posição           | Raia | Atleta            | Nacionalidade | Tempo | Notas                 |
| ----------------- | ---- | ----------------- | ------------- | ----- | --------------------- |
| Medalha de ouro   | 5    | Zharnel Hughes    | Grã-Bretanha  | 9.95  | Recorde do campeonato |
| Medalha de prata  | 7    | Reece Prescod     | Grã-Bretanha  | 9.96  | = NJ23R               |
| Medalha de bronze | 3    | Jak Ali Harvey    | Turquia       | 10.01 |                       |
| 4                 | 8    | Chijindu Ujah     | Grã-Bretanha  | 10.06 | Recorde da temporada  |
| 5                 | 6    | Filippo Tortu     | Itália        | 10.08 |                       |
| 6                 | 2    | Churandy Martina  | Países Baixos | 10.16 | Recorde da temporada  |
| 7                 | 1    | Emre Zafer Barnes | Turquia       | 10.29 |                       |
| 8                 | 4    | Jimmy Vicaut      | França        | DNS   |                       |

Legenda
| Recorde mundial       | Recorde mundial (World record)               |                       | Recorde africano                      | Recorde africano (African) |                                           | Q | Classificado por posição (Qualified) |
| Recorde do campeonato | Recorde do campeonato (Championship record)  | Recorde da América    | Recorde da América (Americas)         | q                          | Classificado por melhor tempo (Qualified) |   |                                      |
| Melhor marca do ano   | Melhor marca do ano (World leading)          | Recorde asiático      | Recorde asiático (Asian)              | DNS                        | Não largou (Did not start)                |   |                                      |
| Recorde nacional      | Recorde nacional (National record)           | Recorde europeu       | Recorde europeu (European)            | DNF                        | Não terminou (Did not finish)             |   |                                      |
| Recorde pessoal       | Recorde pessoal do atleta (Personal best)    | Recorde da Oceania    | Recorde da Oceania (Oceania)          | DSQ / DQ                   | Desclassificado (Disqualified)            |   |                                      |
| Recorde da temporada  | Recorde da temporada do atleta (Season best) | Recorde sul-americano | Recorde sul-americano (South America) | NM                         | Sem marca (No mark)                       |   |                                      |